# Dułyćke
Dułyćke (ukr. Дулицьке) – wieś na Ukrainie, w obwodzie kijowskim, w rejonie białocerkiewskim, w hromadzie Skwyra. W 2001 liczyła 760 mieszkańców, spośród których 748 wskazało jako ojczysty język ukraiński, 11 rosyjski, a 1 inny.

## Urodzeni
- Antoni (Fiałko)